# کوه گیلبرت
کوه گیلبرت (به انگلیسی: Gilbert Mountain) یک کوه در کانادا است که در واشینگتن واقع شده‌است. کوه گیلبرت ۲٬۴۴۵٫۴۴ متر بالاتر از سطح دریا واقع شده‌است.